# Octahemioctaedru
În geometrie octahemioctaedrul este un poliedru uniform neconvex, cu indicele U3. Are 12 fețe (8 triunghiuri și 4 hexagoane), 24 de laturi și 12 vârfuri. Având 12 fețe, este un dodecaedru neregulat.
Este reprezentat prin diagrama Coxeter–Dynkin . Figura vârfului este un patrulater autointersectat. Un poliedru neconvex are fețe care se intersectează care nu reprezintă muchii sau fețe noi. Doar cele marcate cu sfere aurii sunt vârfuri, iar cele cu linii argintii sunt laturi. Este unul dintre cele nouă hemipoliedre, cu 4 fețe hexagonale care trec prin centrul poliedrului. Hexagoanele se intersectează și astfel sunt vizibile doar porțiuni triunghiulare ale fiecăruia.
Are simbolul Wythoff  3/2 3 | 3.

## Mărimi asociate

### Coordonate carteziene
Având același aranjament al vârfurilor cu cuboctaedrul, coordonatele carteziene ale vârfurilor sunt toate permutările pare ale
{\displaystyle \left(\,\pm {\frac {\sqrt {2}}{2}},\,\pm {\frac {\sqrt {2}}{2}},0\,\right)}

### Volum
Următoarea formulă pentru volum V este stabilită pentru lungimea laturilor tuturor poligoanelor (care sunt regulate) a:
{\displaystyle V={\frac {2{\sqrt {3}}}{3}}\,a^{3}\approx 1,154701~a^{3}.}

## Orientabilitate
Este singurul hemipoliedru care este orientabil și singurul poliedru uniform cu o caracteristică Euler zero (un tor topologic).
| Octahemioctaedru | Desfășurata topologică a fețelor poate fi aranjată ca un romb divizat în 8 triunghiuri și 4 hexagoane. Deficitul unghiular al vârfurilor este zero. | Rețeaua este o parte a unei pavări trihexagonale plane. |

## Poliedre înrudite
Are în comun aranjamentul vârfurilor și aranjamentul laturilor cu cuboctaedrul (având fețele triunghiulare în comun) și cu cubohemioctaedrul (având fețele hexagonale în comun).
Prin construcția Wythoff are simetrie tetraedrică (Td), ca și a construcției rombitetratetraedrului pentru cuboctaedru, cu triunghiuri cu orientări inverse alternante. Fără triunghiuri alternante, are simetrie octaedrică (Oh). În acest sens, este asemănător cu suprafața Morin, care are o simetrie cu patru poziții dacă orientarea este ignorată și o simetrie cu două poziții în caz contrar. Totuși, octahemiooctaedrul are un grad mai mare de simetrie și este mai degrabă de genul 1 decât de genul 0.

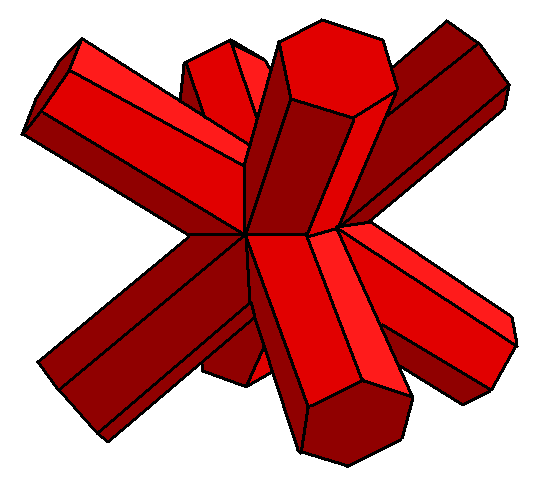
Dual: Octahemioctacron

| Denumire        | Cuboctaedru | Cuboctaedru | Cubohemioctaedru             | Octahemioctaedru | Octahemioctaedru |
| --------------- | ----------- | ----------- | ---------------------------- | ---------------- | ---------------- |
| Simetrie        | Octaedrică  | Tetraedrică | Octaedrică                   | Octaedrică       | Tetraedrică      |
| Imagine         |             |             |                              |                  |                  |
| Simbol Schläfli | 2 \| 3 4    | 3 3 \| 2    | 4/3 4 \| 3 (acoperire dublă) |                  | 3/2 3 \| 3       |
| Coxeter         |             |             |                              |                  |                  |

### Poliedru dual
Dualul său este octahemioctacronul.